# کاپیتولاسیون در ایران
کاپیتولاسیون یا قضاوت‌سپاری، سپردن حق رسیدگی قضایی جرایم اتباع و شهروندان بیگانه به نمایندهٔ حقوقی دولت بیگانه است. از آنجا که قوانین ایران، اسلامی بود و روحانیون شیعه بر آن تسلط داشتند، دولت ایران در عهد قاجار این امتیاز را به شهروندان دولت‌هایی مثل روسیه، بریتانیا و سوئد اعطا کرده بود. بعداً که رضاشاه نظام قضایی مدرن و سکولاری در ایران بنیاد نهاد و روحانیون و قوانین اسلامی را از دستگاه قضایی حذف کرد، کاپیتولاسیون را نیز برانداخت و دولت‌های خارجی هم اعتراض یا تلاشی برای حفظ آن نکردند.

## کاپیتولاسیون در دوره قاجاریه
این مقررات برای اولین بار در ۱۸۲۸ میلادی پس از شکست ولیعهد عباس میرزا در جنگ با روسیه ۱۸۲۶–۱۸۲۸ با بستن عهدنامه ترکمانچای از طرف دولت روسیه تزاری بر ایران تحمیل شد. فصل هفتم، هشتم و نهم معاهده ترکمانچای که به مسایل حقوقی و جزایی اتباع روسیه در ایران مربوط است. در ایران با عهدنامه ترکمانچای ۲۲ فوریه ۱۸۲۸ حق قضاوت کنسولی را در پاراگراف‌های هفت تا نهم گنجانیده شد. قراردادی که بین دولت‌های اروپایی و دولت عثمانی برای مسیحیان بسته شده بود، دولت روسیه آن را برای همه افراد روس در ایران به دولت ایران تحمیل کرد که بدین معنا بود که هیچ فرد دولتی ایران اجازه نداشت که به ساختمان یک روس در ایران وارد شود بدون اینکه مجوز از سفارت روسیه را در دست داشته باشد. هم چنین تمام روس‌ها در ایران تنها مشمول قانون روسیه می‌شدند. این قرارداد از آن جهت مشکلات فراوان به بار آورد که کاپیتولاسیون را، که تنها برای یک گروه کوچک دیپلمات وضع شده بود، مورد بسیار ویژه محمد علی شاه و خانواده اش بودند که در دوران انقلاب مشروطیت گفتند که آن‌ها تابعیت دولت روسیه را دارند و بخش حمایت از عهدنامه ترکمانچای را برای خود به اجرا درآوردند و در نتیجه ارتش روسیه برای حمایت از جان محمدعلی شاه و خانواده اش به ایران لشکرکشی کردند و سپس وی به سفارت روسیه پناهنده شد و حقوق سالانه هشتاد هزار دلاری از دولت روسیه دریافت کرد و به اودسا رفت.
حسن پیرنیا نخست‌وزیر وقت ایران در سال ۱۹۲۰ هیاتی به مسکو فرستاد تا دربارهٔ رابطه بین ایران و کشور نو بنیاد شوروی که پس از انقلاب اکتبر ایجاد شده بود گفتگو کنند. در تاریخ ۲۶ فوریه ۱۹۲۱ در زمان نخست‌وزیری سید ضیا طباطبایی قرادادی بین ایران و شوروی در مسکو به امضای نمایندگان دو دولت ایران و شوروی رسید. از طرف دولت ایران علیقلی خان مشاورالممالک و از طرف دولت شوروی ارکی واسیلیویچ چیچرین و لومیخائیلویچ کاراخان وزیران مختار پس از دادن اعتبارنامه‌های خود که بر اساس قوانین دو کشور بود در متن قراداد به موافقت رسیدند.
با امضای قرارداد ایران و شوروی ۱۹۲۱ عهدنامه ترکمنچای و حقوق کاپیتولاسیون برای شهروندان معمولی روسیه در ایران لغو شد. حقوق قضاوت کنسولی برای دیپلمات‌های روسیه و سفارت خانه روسیه در ایران بر جای ماند. در فصل شانزدهم این قرار داد آمده‌است:
نظر به مندرجات مراسله دولت شوروی به تاریخ ۲۵ ایون راجع به ابطال قضاوت قونسول‌ها اتباع روسیه ساکن ایران و همچنین اتباع ایران ساکن روسیه از تاریخ امضاء این معاهده دارای حقوق مساوی با سکنه محلی بوده و محکوم قوانین مملکت متوقف فیها خواهند بود و به تمام کارهای قضایی آن‌ها در محاکم محلی رسیدگی خواهد شد.
لغو کاپیتولاسیون برای شهروندان عادی روسیه که در ایران زندگی می‌کردند تأثیری در حفاظت دیپلمات‌ها و مصونیت آن‌ها را در ایران نداشت.
پس از شکست ناصرالدین شاه در جنگ هرات در ۱۸۵۶ میلادی معاهده پاریس بین دو دولت ایران و انگلستان بسته شد. در این پیمان انگلیس‌ها به دولت ایران برای اتباع انگلیسی که در ایران زندگی می‌کردند حقوقی را همانند حقوقی که در عهدنامه ترکمانچای به اتباع روسیه در ایران داده شده بود تحمیل کردند. وزارت امور خارجه ایران در نامه‌ای به «روبرت هانری کلایو» وزیر مختار انگلیس در تهران، دولت متبوع وی را از آزادی دیپلمات‌های انگلیسی در ایران همچون روال گذشته مطمئن ساخت. این نامه در ۱۸ بند شامل تعهد سیستم قضایی ایران به حفظ حقوق، اختیارات و مایملک اتباع انگلیسی برای وزیر مختار آن کشور در تهران ارسال شد. وزارت خارجه ایران در همان روز در نامه دیگری وزیر مختار انگلستان را از آزادی فعالیت مذهبی میسیونرهای آن کشور نیز مطمئن ساخت. چنین نامه‌هایی در ۲۴ و ۲۶ اردیبهشت برای سفارت آمریکا و در ۲۵ اردیبهشت برای وزیر مختار آلمان در تهران ارسال شد. سپس در مراحل بعد، پیمان‌های جداگانه دیگری باهدف مصونیت دیپلمات‌ها و فرستادگان رسمی کشورها با فرانسه، سوئد، دانمارک و سایر کشورهای آن روز اروپا به امضا رسید.

## الغای کاپیتولاسیون در دوره پهلوی

### دوره رضا شاه
رضا شاه بر آن بود با به کار گرفتن قوانین مدنی سکولار در ایران به هدف دوم خود یعنی پایان دادن به حق کاپیتولاسیون در ایران برسد. رضاشاه عقیده داشت زمانی که کشور دادگاه‌هایی با قوانین سکولار داشته باشد می‌تواند قوانین ویژه ای برای اتباع خارجی را لغو نماید و همه، چه اتباع خارجی و چه محلی در برابر قوانین سکولار برابر هستند وجوابگو می‌باشند. در کمیسیونی که ریاست آن بر عهده علی اکبر داور وزیر دادگستری وقت بود برای نخستین بار قوانین مدنی و قضایی سکولار ایران با توجه به قوانی مدنی فرانسه نوشته شد. ۲۱ اردیبهشت ۱۳۰۷ رضا شاه کاپیتولاسیون را برای همه اتباع خارجی در ایران لغو کرد.
ششم اردیبهشت ماه ۱۳۰۶ که قضات جدید با رضا شاه دیدار داشتند وی دستخطی مبنی بر الغای کاپیتولاسیون خطاب به رئیس‌الوزاری وقت میرزا حسن مستوفی (مستوفی الممالک) صادر نمود.
جناب اشرف رئیس‌الوزارء
در این موقع که تشکیلات جدید عدلیه شروع می‌شود لازم می‌دانم اراده خود را در باب‌الغاء کاپیتولاسیون که اهمیت آن از دیدگاه حفظ شئون و حقوق مملکت دارای کمال اهمیت است خاطرنشان هیئت دولت نمایم که از طرف دولت موجبات عملی شدن آن فراهم گردد؛ بنابراین جناب اشرف مأمور است که موجبات اجرای این مقصود را فراهم سازد. رضاشاه پهلوی
پس از صدور این فرمان کفیل وزارت امور خارجه وقت، موضوع را به اطلاع وزرای مختار دول خارجی رساند.
یکسال بعد یعنی روز دهم مه ۱۹۲۸ میلادی برابر با بیستم اردیبهشت ماه ۱۳۰۷ هَ.ش. رئیس‌الوزرای وقت مهدی‌قلی هدایت (مخبرالسلطنه) در مجلس حاضر شد و الغای کاپیتولاسیون را رسماً اعلام نمود و گفت من افتخار دارم که انجام آن تعهد را به عرض مجلس شورای ملی برسانم، لاتفرق بین احداً من الملل، همه در تحت یک قانون و به یک محکمه رجوع خواهند شد.
بعد از آن حسین پیرنیا (مؤتمن الملک) رئیس مجلس وقت اظهار داشت:
«خبری را که آقای رئیس‌الوزراء به مجلس دادند در واقع یک بشارت عظیمی است که قلوب ما را مملو از احساسات می‌کند. مسرت و خوش وقتی ما نه تنها برای این است که یکی از آمال دیرینه ملی ما امروز وجود خارجی پیدا می‌کند بلکه خوشوقت هستم که وقوع یک همچو قضیه بذر آمال جدیدی در قلوب مردم خواهد کاشت. اکنون بر عکس دوره کاپیتولاسیون وضع استثنائی که اتباع بیگانه داشتند به کلی از بین رفته‌است.

### قرارداد وین، در دوره محمدرضا شاه
در این دوره، قانون اجازه استفاده مستشاران آمریکایی در ایران از مصونیت‌ها و معافیت‌های قرارداد وین تصویب شد که برخی به اشتباه از آن به عنون کاپیتولاسیون نام می‌برند.
در تاریخ هجدهم آوریل ۱۹۶۱ مطابق با ۲۹ فروردین ۱۳۴۰ در شهر وین قرارداد وین درباره روابط سیاسی به تصویب کشورهای حاضر در وین رسید و سپس به سازمان ملل متحد در نیویورک فرستاده شد. کنوانسیون وین که امروزه مورد توافق تقریباً تمامی کشورهای جهان است برای سفیران و مأموران کنسولی در کشورهای خارجی مصونیت‌هایی را قائل می‌شود. این قرارداد به امضای نماینده مختار دولت شاهنشاهی در وین، احمد متین دفتری رسید. این قرارداد دارای ۵۳ ماده و دو پروتکل می‌باشد. قانون مربوط به قرارداد وین دربارهٔ روابط سیاسی در تاریخ ۲۱ مهرماه ۱۳۴۳ برابر با ۱۳ اکتبر ۱۹۶۴ در مجلس شورای ملی مورد تصویب نهایی قرارگرفت و به دولت ابلاغ شد. البته کنوانسیون وین مربوط به حقوق سفرا و دیپلمات‌های کشورها در کشور میزبان بوده که در استخدام دولت متبوع خود هستند، نه مستشاران و مقامات نظامی که در استخدام کشور میزبان بوده و از کشور میزبان حقوق دریافت می‌کنند.

پروانه استفاده مستشاران آمریکایی از بند دو قرارداد وین دربارهٔ روابط سیاسی

۵ آذر ۱۳۲۲ در دوره دولت علی سهیلی قراردادی یک ساله دربارهٔ «هیئت مستشاری نظامی ایالات متحده» امضا شد. هدف این پیمان این بود که ارتش ایران بازسازی و مدرن شود. این پیمان در پایان هر سال تنها برای یک سال دیگر تمدید می‌شد. از آنجا که کنوانسیون وین تنها شامل دیپلمات‌ها و مأموران کنسولی است و شامل شهروندان عادی مقیم کشور خارجی نمی‌شود و از جمله شامل مستشاران آمریکایی که در استخدام دولت ایران (و نه در استخدام سفارت آمریکا در ایران) بودند نمی‌شد، در تاریخ ۲۸ اسفند ماه ۱۳۴۰ برابر با ۱۹ مارس ۱۹۶۲ در دوره نخست‌وزیری دکتر علی امینی، سفیر آمریکا در تهران در نامه‌ای به وزارت خارجه ایران نوشت:
شرایط موجود، وضعیت کارمندان مستشاری آمریکا را روشن نمی‌کند. برای حل این مسئله، پیشنهاد می‌شود که این کارمندان از مزایا و مصونیت‌های کارمندان اداری و فنی امضا شده در کنوانسیون سازمان ملل دربارهٔ روابط دیپلماتیک در تاریخ ۱۸ آوریل ۱۹۶۱ بهره‌مند شوند.
امینی پاسخی به این نامه نداد. در ۲۸ تیر ۱۳۴۱ امیراسدالله علم نخست‌وزیر شد. در تاریخ ۲۰ اسفند ۱۳۴۱ وزارت خارجه به سفارت آمریکا پاسخ داد که به این امر رسیدگی خواهد شد. ۲۵ دی ۱۳۴۲ برابر با ۱۵ ژانویه ۱۹۶۴ دولت علم قانون اجازه استفاده مستشاران آمریکایی در ایران از مصونیت‌ها و معافیت‌های قرارداد وین را که برای کارمندان اداری و فنی نوشته شده بود به مجلس سنا برد. در این میان اسدالله علم از پست خود کناره‌گیری کرد و حسنعلی منصور در اسفند ۱۳۴۲ نخست‌وزیر شد. در ۳ مرداد ۱۳۴۳ مجلس سنا این قانون اجازه استفاده مستشاران آمریکایی از قرارداد وین درباره روابط سیاسی را تصویب کرد و به مجلس شورای ملی فرستاد. در مجلس شورا دربارهٔ این قانون بحث‌های زیادی درگرفت زیرا نمایندگان حزب مردم علیه این قانون بودند. در ۱۳ اکتبر ۱۹۶۴ با ۷۴ بلی و ۶۱ نه به تصویب مجلس شورای ملی رسید.
احمد میرفندرسکی که معاون پارلمانی وزارت خارجه بود اعلام کرد که مستشاران نظامی آمریکا در ۳۸ کشور خدمت می‌کنند کشورهایی مانند یونان و کشورهای عضو پیمان ناتو و در همه این کشورها کنوانسیون وین شامل آن‌ها می‌شود یعنی ایران استثنا نیست. پاراگراف ۳۷ کنوانسیون وین مانع رسیدگی دادگاه‌های کشور میهمان یا پذیرنده به جرائم فردی و پرداخت غرامت مستشاران نمی‌شود به شرط آن که جرم بیرون از محدوده خدمت نظامی آنان باشد.
امیرعباس هویدا پس از انقلاب در جریان محاکمه خود در این باره می‌گوید «... دربارهٔ مصونیت امریکایی‌ها گفته شد که بله در دولت گذشته که من وزیر داراییش بودم و بنده معتقد بودم اگر می‌خواستند مستشار امریکایی بیاورند، عوض این که مصونیت بخصوص به مستشار امریکایی بدهند، مستشار امریکایی را عضو سفارت امریکا بکنند که می‌توانست به‌طور دیپلماتیک مصونیت داشته باشد و مسله‌ای مطرح نشود…»
پس از تصویب قانون اجازه استفاده مستشاران نظامی آمریکا از بند دو کنوانسیون وین، دکتر مظفر بقایی کرمانی رهبر حزب زحمتکشان ایران صورت مذاکرات مجلس را از اداره تندنویسی مجلس به دست آورد و با نوشتن قسمت‌هایی از آن در جزوه‌ای، در تاریخ اول آبان ماه ۱۳۴۳ با عنوان «هست یا نیست» (منظور این که کاپیتولاسیون هست یا نیست) از زنده کردن کاپیتولاسیون سخن گفت و آن را خفت بارتر از عهدنامه ترکمنچای خواند.

سخنرانی سید روح‌الله خمینی در جمع مردم قم با موضوع کاپیتولاسیون

روح‌الله خمینی جلسه‌ای با حضور علمای مذهبی قم تشکیل داد و پس از آن نمایندگانی را به شهرها برای اعتراض به این قانون فرستاد. در سخنرانی خمینی در چهارم آبان ۱۳۴۳ در قم وی این قانون را احیای کاپیتولاسیون در ایران نامید. سخنرانی خمینی با این جملات آغاز شد:
... عزت ما پایکوب شد، عظمت ایران از بین رفت، عظمت ارتش ایران را پایکوب کردند. قانونی را به مجلس بردند که در آن ما را ملحق کردند به پیمان وین… که تمام مستشاران نظامی آمریکا با خانواده‌هایشان، با کارمندهای فنی‌شان با کارمندان اداری‌شان، با خدمه‌شان… از هر جنایتی که در ایران بکنند، مصون هستند. ملت ایران را از سگ‌های آمریکا پست‌تر کردند. چنانچه کسی سگ آمریکایی را زیر بگیرد از او مؤاخذه می‌کنند اگر شاه ایران یک سگ آمریکایی را زیر بگیرد مؤاخذه می‌کنند. چنانچه یک آشپز آمریکایی شاه ایران را زیر بگیرد، بزرگ‌ترین مقام را زیر بگیرد، هیچ‌کس حق تعرض ندارد. آقا من اعلام خطر می‌کنم، ای ارتش ایران من اعلام خطر می‌کنم، ای سیاسیون ایران من اعلام خطر می‌کنم… والله گناهکار است کسی که فریاد نکند. ای سران اسلام به داد اسلام برسید. ای علمای نجف به داد اسلام برسید. ای علمای قم به داد اسلام برسید…
روی سخن او در این سخنرانی به ارتش، نمایندگان مجلس، بازاریان، دانشجویان و روحانیون بود. درهمین سخنرانی خمینی جملات معروف خود را به کار برد:
آمریکا ازانگلیس بدتر، انگلیس از آمریکا بدتر، شوروی از همه بدتر، همه از هم بدتر، همه از هم پلیدتر. اما امروز سر و کار ما با این خبیث هاست. با آمریکاست. رئیس‌جمهور آمریکا بداند این معنا را که منفورترین افراد دنیاست پیش ملت ما… تمام گرفتاری ما از این آمریکاست. تمام گرفتاری ما از این اسرائیل است، اسرائیل هم از آمریکاست.

خمینی گفت:
..... این وکلا هم از آمریکا هستند، این وزرا هم از آمریکا هستند، همه دست‌نشانده آمریکا هستند. اگر نیستند چرا در مقابل آن نمی‌ایستند؟ چرا داد نمی‌زنند؟ نمایندگان مجلس‌ها نماینده واقعی نبوده و نیستند. اگر هم یک عده‌ای بودند که نمایندگان واقعی بودند چون در برابر این تصویب‌نامه سکوت کردند، معنی‌اش این است که تأیید می‌کنند این را، و چون تأیید کرده‌اند دیگر نماینده مردم نیستند و نخواهند بود. این مجلسی‌ها رای ننگینی دادند و ملت ایران این‌ها را محکوم می‌کنند که سند بردگی ملت ایران را گرفتند و اقرار کردند ایران مستعمره است.
در تمام دولت‌ها به یاد نمی‌آورم دولت بی حیثیتی تصویب‌نامه‌ای از این ننگین‌تر و موهن‌تر قانون کرده باشد. این مجلسی‌ها به ضداسلام رای دادند. به ضد قرآن رای دادند. رای اینها غیرقانونی است. رای این‌ها مخالفت نظر ملت مسلمان است. وکلای مجلسی دیگر وکیل ملت نیستند. وکیل سرنیزه هستند. رای آن‌ها در برابر ملت ارزش ندارد. در برابر قرآن و اسلام هم ارزش ندارد؛ و وای به حال اجنبی‌ها اگر از این رای کثیف سوءاستفاده بخواهند بکنند.
آمریکا جنایتکار است. مسلمانان جهان را به گرفتاری انداخته. ایرانی‌ها را هم گرفتار کرده‌است. اعراب مسلمان فلسطین آواره شدند. آمریکا مسؤول است. این که دولت ایران و مجلس ایران اراده ندارد و تسلیم است، آمریکا مسوول است. این که روحانیت ایران در حبس و تعذیب است و به او اهانت می‌شود، آمریکا مسوول است. غبار ورشکستگی و فقر بر تاجران و زارعان نشانده شده و اصلاحات ملوکانه بازار سیاه برای آمریکا و اسراییل درست کرده‌است.

این ملت ایران باید زنجیرها را پاره کند. این ارتش ایران نباید اجازه دهد این کارهای ننگین بشود. این دولت باید ساقط بشود. این وکلایی را که به این امر مفتضح رای دادند از مجلس بیرون کنند و به جرم خیانت به ملت تادیبشان کنند. فضلا و مدرسین حوزه مسؤولیت دارند که این جو سکوت را بشکنند. دانشجویان عزیز، این‌ها وظیفه دارند مخالفت کنند. در ممالک خارجه اگر دانشجوی مسلمان ایرانی است، اگر طلبه ایرانی هستند، این‌ها باید ساکت ننشینند و آبروی مذهب و ملت را محافظت کنند. جو سکوت به ضرر اسلام است. به ضرر مسلمان است. به ضرر ایرانی است؛ و به ضرر ملت است. هر طور شده باید شکسته شود و از میان برداشته شود تا اسلام و ایران به منافعشان برسند.
همچنین، خمینی در همین روز ۴ آبان ۱۳۴۳ بیانیه‌ای صادر کرد: "دنیا بداند که هر گرفتاری‌ای که ملت ایران و ملل مسلمین دارند از اجانب است، از آمریکاست. ملل اسلام از اجانب عموماً و از آمریکا خصوصاً متنفر است.". در این بیانیه از کاپیتولاسیون به عنوان «سند بردگی ملت ایران» یاد شده‌است.
پس از این سخنرانی خمینی در تاریخ ۱۳ آبان ۱۳۴۳ دستگیر و با پا درمیانی رئیس ساواک وقت متعاقباً به ترکیه تبعید شد. این در حالی است که دولت ایران می‌خواست مستشاران آمریکایی را شامل کنوانسیون وین کند، معاهده بین‌المللی که بر مبنای آن دیپلمات‌ها و کارکنان سفارتخانه‌ها و کنسولگری‌ها در سراسر جهان حقوقی دارند و رسیدگی قضایی به جرایم احتمالی آنان در کشور خودشان انجام می‌شود.
سفارت آمریکا در تاریخ ۱۸ آذر ماه ۱۳۴۸ طی نامه زیر به دولت ایران انصراف سفارت آمریکا از برخی موارد استثنایی مصونیت سیاسی را اعلام داشت:
شماره ۲۸۲ – تهران ۹ دسامبر ۱۹۶۹
سفارت آمریکا در تهران، تشکرات و ارادت صمیمانه خود را تقدیم وزارت امورخارجه پادشاهی ایران می‌نماید و احتراماً دریافت یادداشت‌های شماره ۹۷۶۰ و شماره ۹۷۶۲، هر دو به تاریخ ۹ دسامبر ۱۹۶۴ آن وزارتخانه و در پاسخ به یادداشت شماره ۲۹۹ مورخ ۱۸ دسامبر ۱۹۶۳ این سفارتخانه را به اطلاع می‌رساند و تأیید می‌نماید که یادداشتهای مذکور در فوق آن وزارتخانه در عین حال از سوی ما در حکم پاسخی مطلوب و پذیرفتنی محسوب می‌شود.
در خصوص این تبادل یادداشت‌ها و هم آهنگ با و بر اساس شرایط مندرج در ماده ۳۲ کنوانسیون وین این سفارتخانه خوشوقت است به اطلاع برساند که مقامات دولت آمریکا از هر نوع درخواست مقامات دولت ایران برای چشم پوشی و صرف نظر از مصونیت سیاسی در موارد داری اهمیت ویژه از نظر مقامات دولت پادشاهی ایران، با علاقه‌مندی کامل استقبال خواهد نمود و تأیید می‌شود که موارد دارای اهمیت ویژه در این خصوص، موارد مربوط به جنایات مشخص و واقعاً سزاوار جزا خواهند بود و لاغیر،
سفارت آمریکا در تهران از فرصت استفاده نموده یک بار دیگر عالی‌ترین مراتب احترامات و ارادت‌های خود را تقدیم آن وزارتخانه می‌نماید.
سفارت آمریکا در تهران
قانون اجازه استفاده مستشاران نظامی آمریکایی از بند دوم کنوانسیون وین، پس از پیروزی انقلاب اسلامی، در ۲۳ اردیبهشت ۱۳۵۸، توسط نظام جمهوری اسلامی ایران لغو گردید. ولی قانون قرارداد وین درباره روابط سیاسی هم چنان در ایران و در گیتی معتبر است و مادامی که روابط بین‌الملل، سفارتخانه‌ها، فرستادگان ویژه و سازمان ملل متحد و دولت‌ها وجود دارند، کارمندان آنان زیر پوشش این قانون انجام وظیفه خواهند کرد.

## ویکی‌نبشته
قانون اجازه استفاده مستشاران آمریکایی در ایران از مصونیت‌ها و معافیت‌های قرارداد وین